# 韓國圍棋TV杯
韓國圍棋TV杯是韓國國內的一項圍棋比賽，2019年開辦。因韓國傳統棋戰大幅減少，為填補節目空檔，由韓國圍棋電視台出面主辦，冠軍獎金為3000萬韓元，亞軍獎金為1000萬韓元。比賽採用加秒制，每方用時30分鐘，每步加30秒。
第一屆由 朴廷桓九段 2-0 勝 申真諝九段 奪冠。